# Placówka wywiadowcza KOP nr 7
Placówka wywiadowcza KOP nr 7 – organ wykonawczy wywiadu Korpusu Ochrony Pogranicza.

## Formowanie i zmiany organizacyjne
Placówka utworzona została w lipcu 1929 jako placówka wywiadowcza KOP nr 7 „Rokitno”/„Sarny”. Wchodziła w skład Brygady KOP „Polesie”. Pod względem pracy wywiadowczej podlegała szefowi ekspozytury Oddziału II nr 5 „Lwów”, pod względem pracy kontrwywiadowczej szefowi samodzielnego referatu informacyjnego DOK II Lublin, a pod względem wyszkolenia wojskowego dowódcy pułku KOP „Sarny”. Pod względem administracyjno-gospodarczym placówkę przydzielono do 18 batalionu KOP. Działała na terenie odpowiedzialności 2. 18 batalionu granicznego. Zgodnie z etatem placówka liczyła 3 oficerów, 3 podoficerów i 4 szeregowych. W listopadzie 1931 etat placówki zwiększono o etat kapitana − zastępcy dowódcy placówki.
W październiku 1933, jako placówka wywiadowcza KOP nr 7 „Sarny” podlegała szefowi ekspozytury Oddziału II nr 5 „Lwów”. Z dniem 1 grudnia 1936 placówka wywiadowcza KOP nr 6 przejęła od placówki wywiadowczej KOP nr 7 teren gminy Wysock i Berezów powiatu stolińskiego.
Jednostką administracyjną dla placówki nr 7 był batalion KOP „Rokitno”.
W 1939 placówka wywiadowcza KOP nr 7 „Sarny” nadal podlegała szefowi ekspozytury Oddziału II nr 5 „Lwów” i stacjonowała w Sarnach.

## Obsada personalna placówki
Komendanci placówki
- kpt. Gdesz (1929 – był w 1933)[13]
- mjr adm. (piech.) Mikołaj Lipiński

Obsada placówki w lipcu 1929
- kierownik placówki − kpt. Gdesz
- oficer ofensywny − por. Bem Antoni
- oficer kontrwywiadu − por. Danhofer Włodzimierz

Obsada personalna w marcu 1939
- kierownik placówki – mjr adm. (piech.) Mikołaj Lipiński
- oficer placówki – kpt. piech. Janusz Jerzy Makarczyński
- oficer placówki – kpt. art. Alojzy Zakrzewski
- oficer placówki – kpt. adm. (art.) Jan V Zieliński